# The Great Ziegfeld
 The Great Ziegfeld és una pel·lícula estatunidenca dirigida per Robert Z. Leonard, estrenada el 1936.

## Argument
L'itinerari del cèlebre productor estatunidenc que va començar la seva carrera en el circ, i que gràcies al seu talent a la publicitat i la seva tècnica als escenaris va crear els espectacles més espectaculars de Broadway a Nova York.

## Repartiment
- William Powell: Florenz Ziegfeld
- Myrna Loy: Billie Burke
- Luise Rainer: Anna Held
- Frank Morgan: Jack Billings
- Fanny Brice: Ella mateixa
- Virginia Bruce: Audrey Dane
- Reginald Owen: Sampson
- Ray Bolger: Ell mateix
- Ernest Cossart: Sidney
- Herman Bing: Schultz
- Harriet Hoctor: Ella mateixa
- Nat Pendleton: El gran Sandow
- Raymond Walburn: Savi

Actors que no apareixen als crèdits
- Grace Hayle
- Charles Trowbridge: Julian Mitchell
- William Demarest
- Gertrude Astor

## Premis i nominacions

### Premis
- 1937. Oscar a la millor pel·lícula
- 1937. Oscar a la millor actriu per Luise Rainer

## Galeria d'imatges

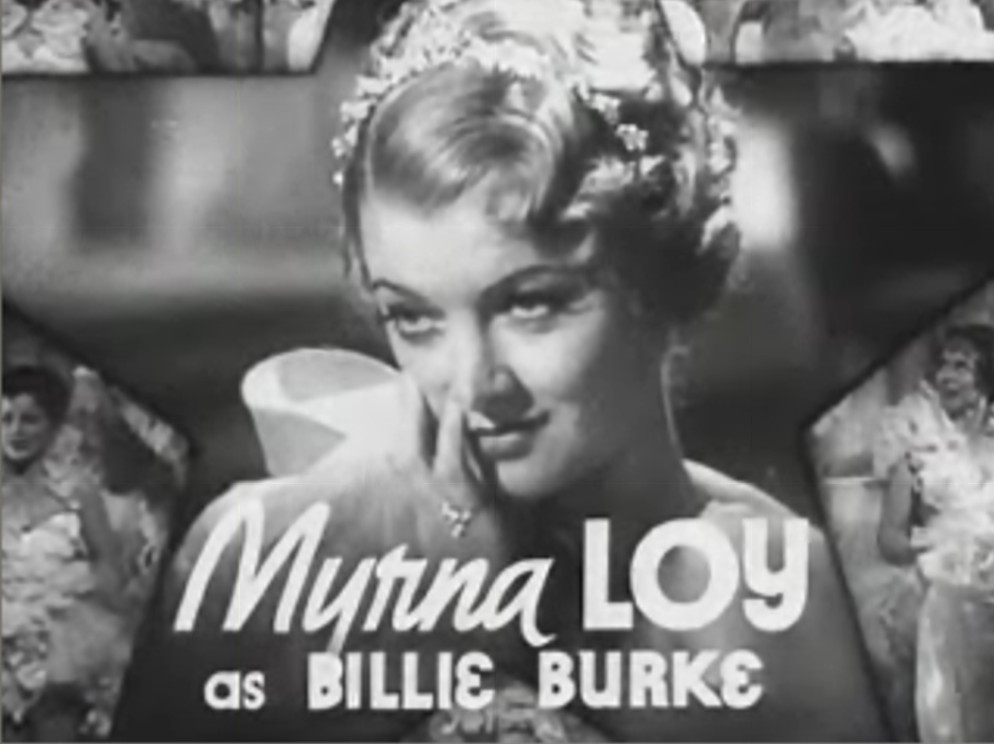
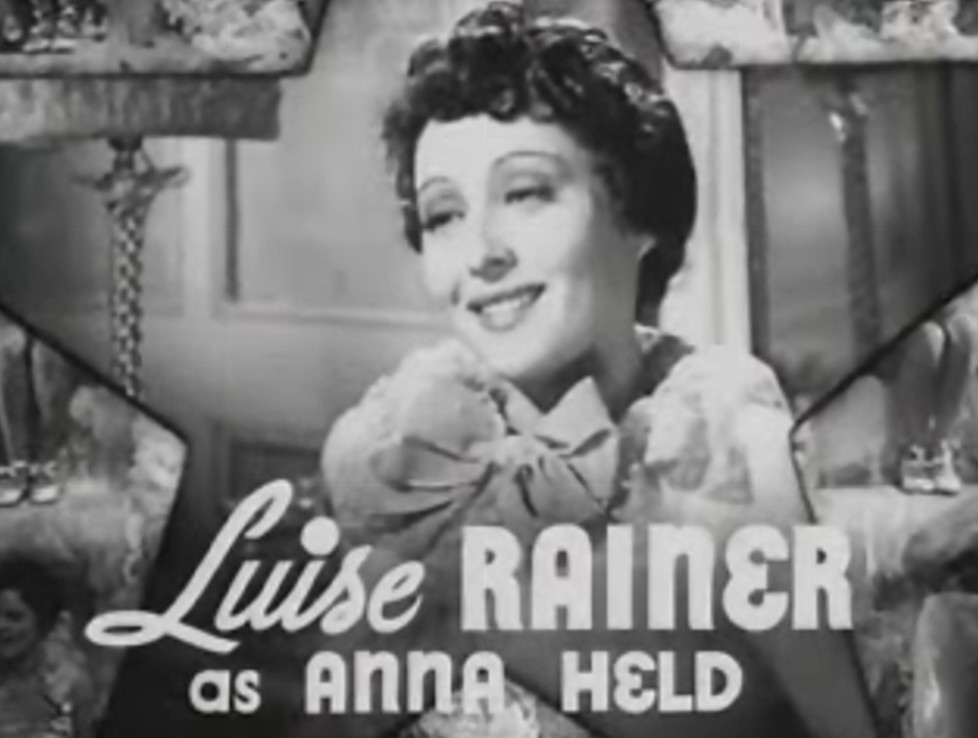
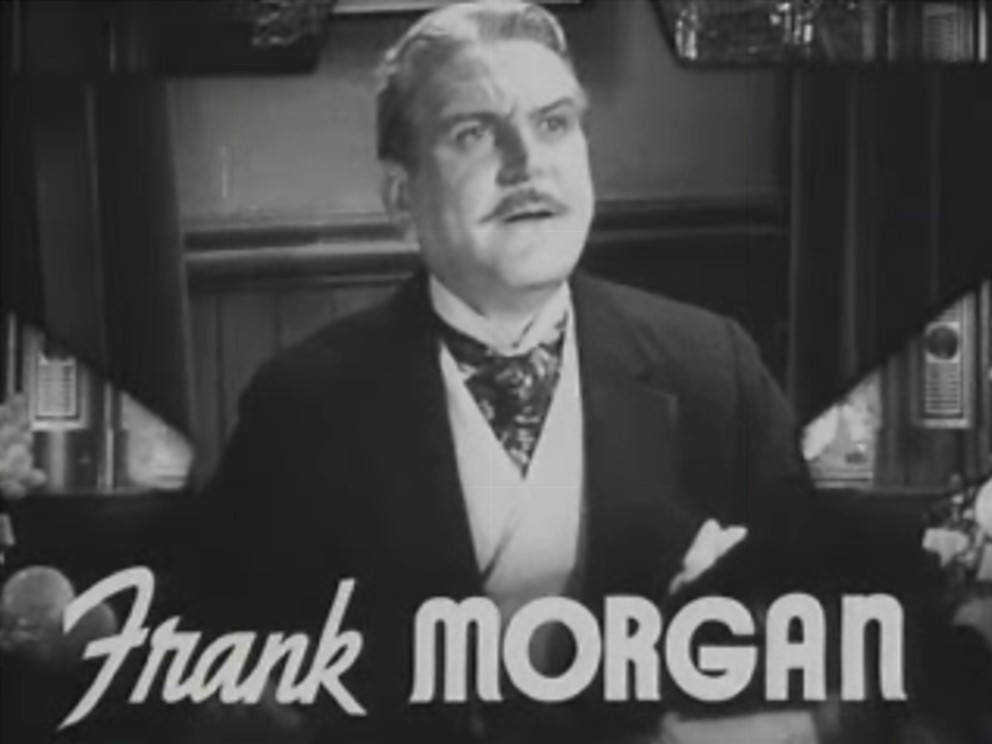
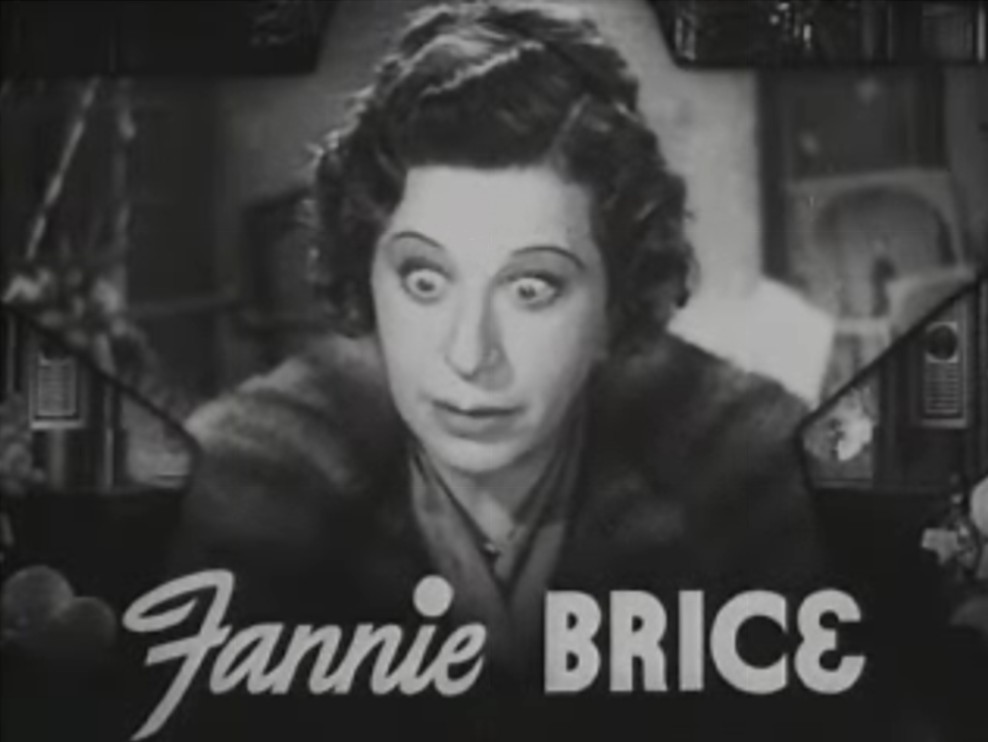
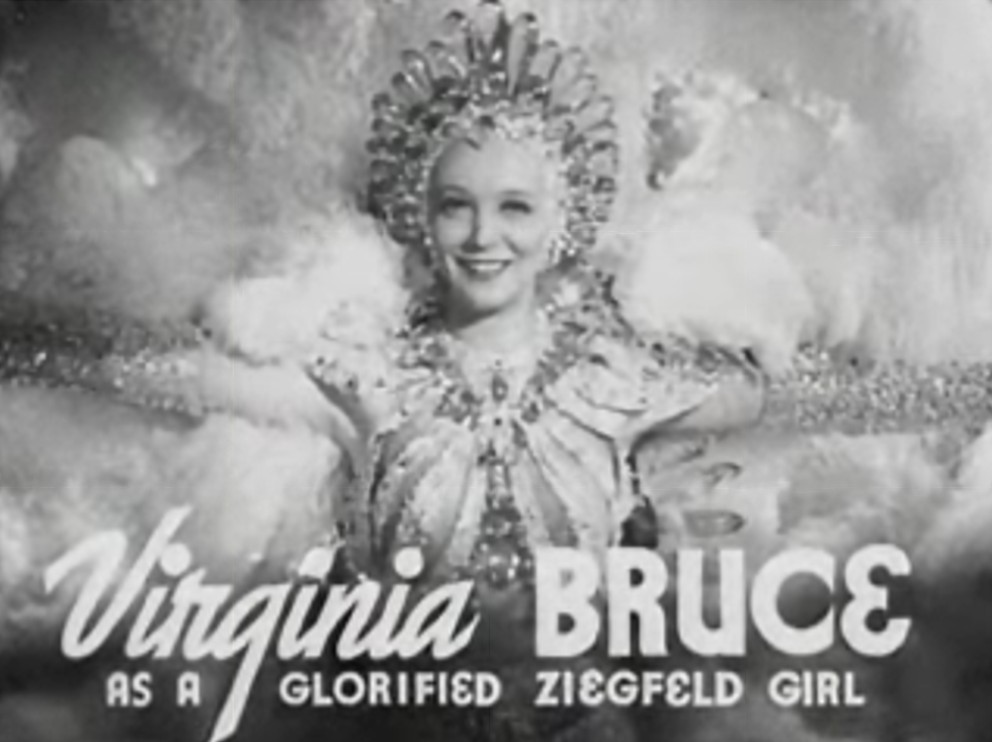
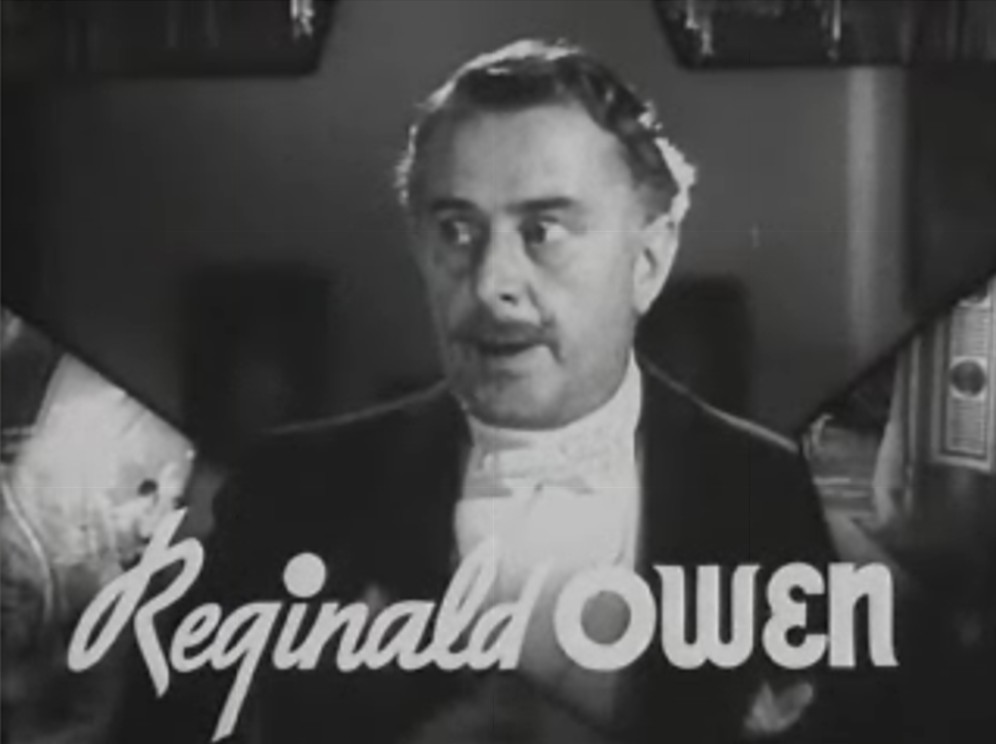
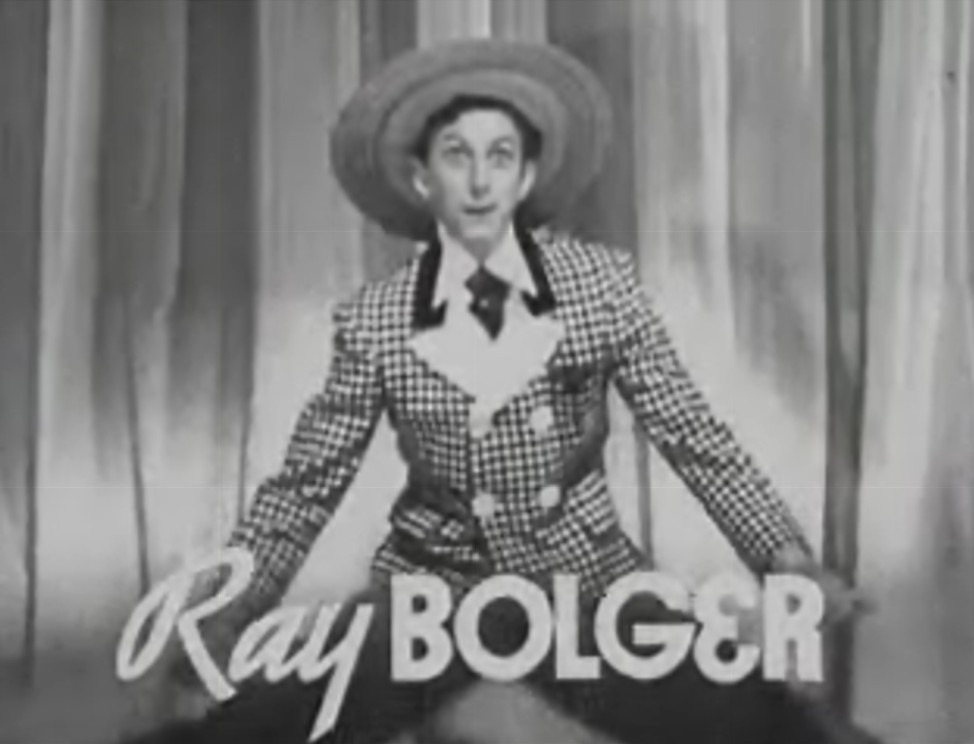
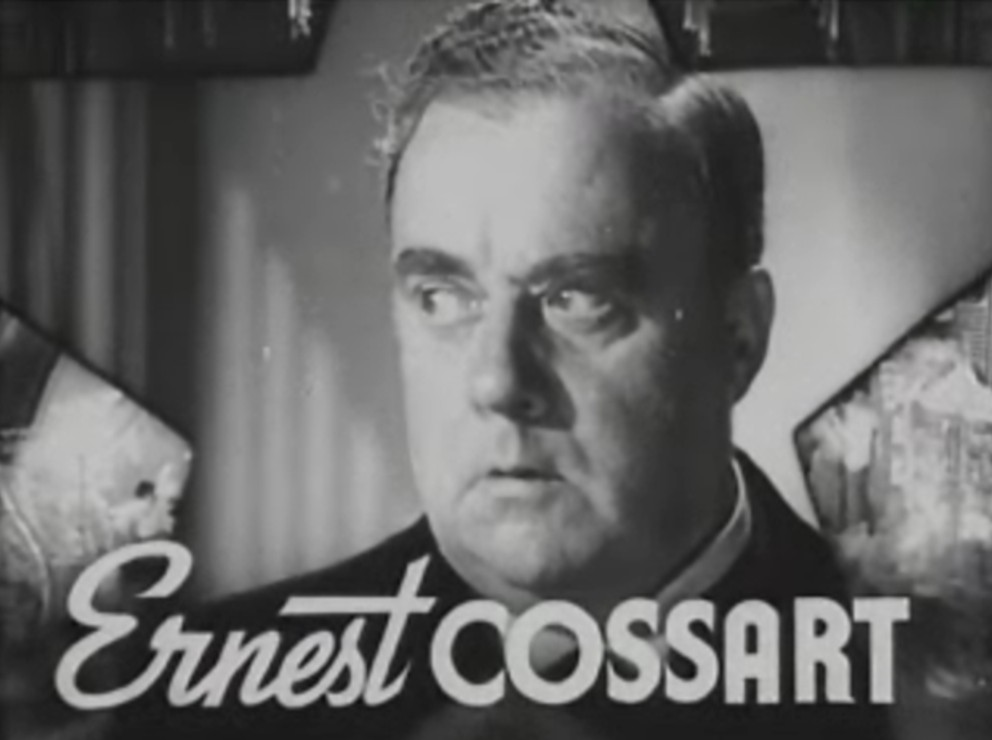
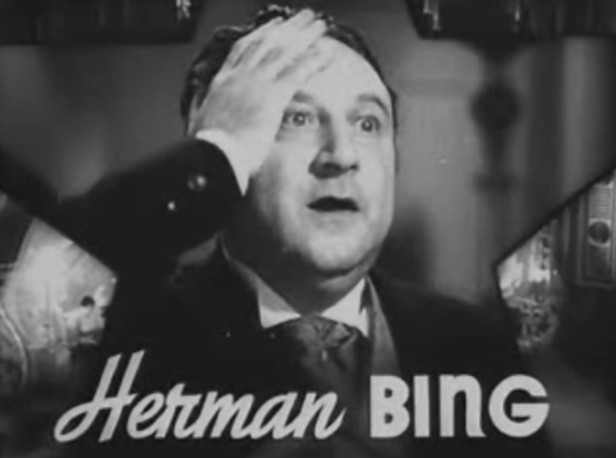
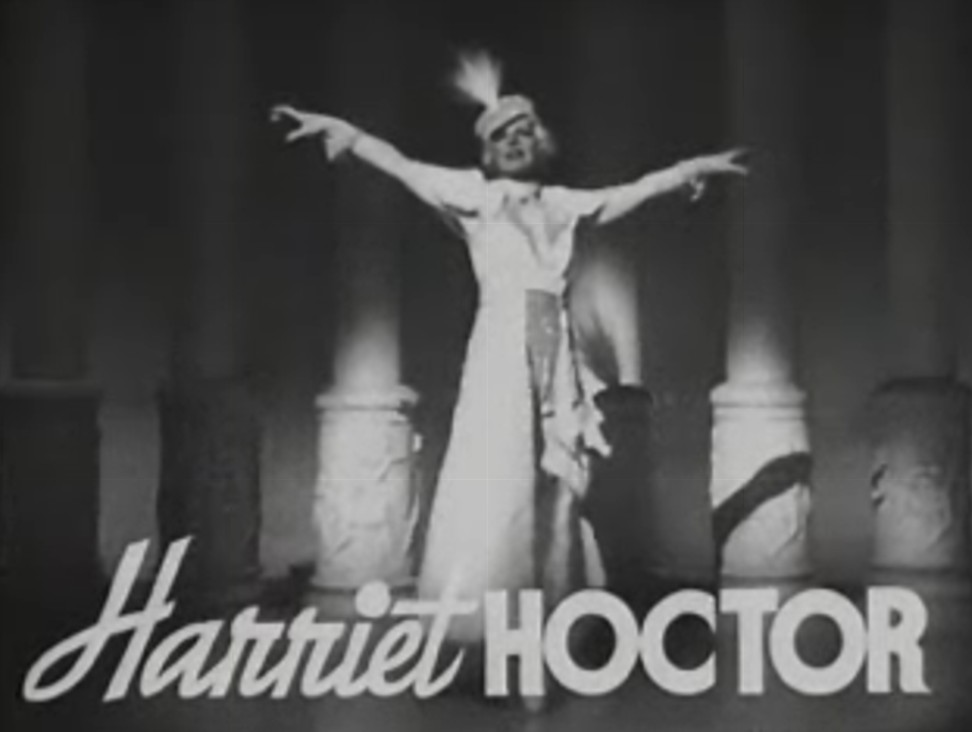
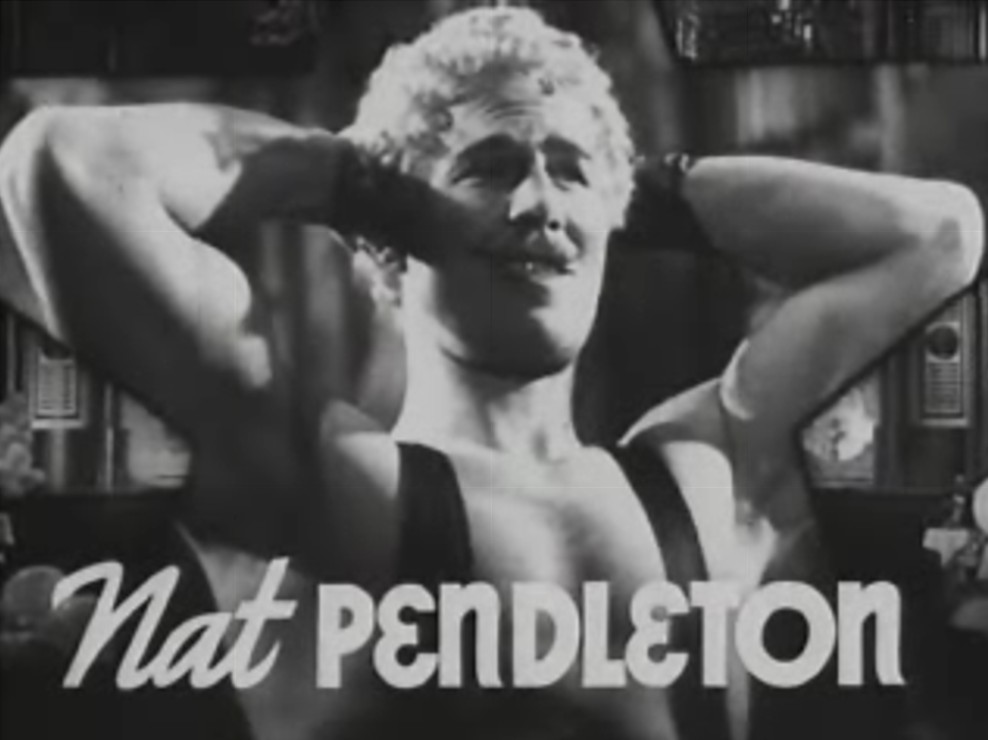